# Fjord Almirantazgo
Le fjord Almirantazgo (en espagnol : Fiordo Almirantazgo), également connu sous le nom de détroit Almirantazgo (en espagnol : Seno Almirantazgo, littéralement détroit de l'Amirauté) est un fjord situé à dans la partie la plus australe du Chili. Le fjord s'enfonce profondément à l'intérieur de la côte occidentale de la grande île de la Terre de Feu, s'étendant vers le sud-est à partir du canal Whiteside, qui sépare la Grande île de l'île Dawson. Sur sa côte sud, plusieurs petites baies et fjords pénètrent à l'intérieur de la cordillère Darwin. L'une d'entre elles, la baie Ainsworth, abrite une colonie d'éléphants de mer. Le fleuve Azopardo se jette dans le fjord.
Le détroit est découvert en 1827 par le capitaine britannique Phillip Parker King et nommé en l'honneur de l'Amirauté britannique.

## Géographie

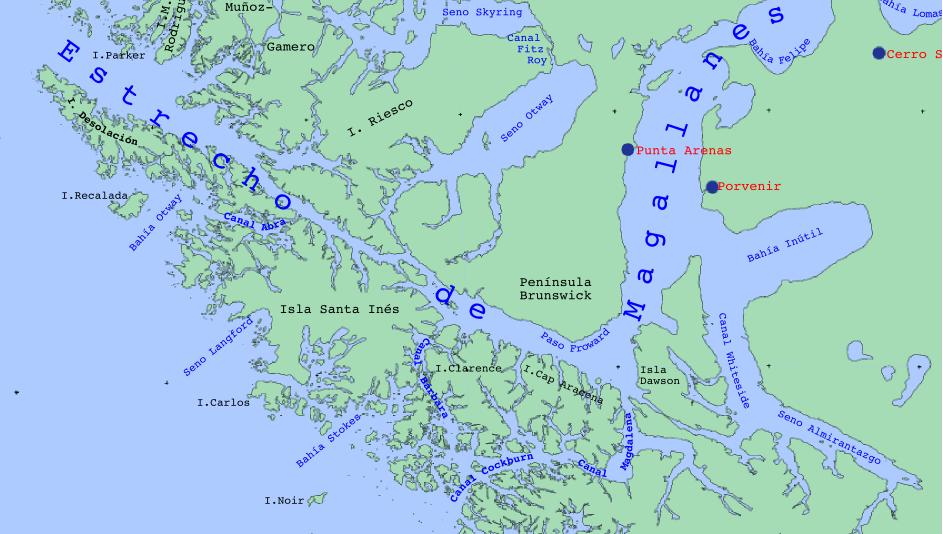

Le baie Ainsworth, alimentée par l'eau de fonte du glacier Marinelli se détache particulièrement le long des côtes du fjord Almirantazgo. Le glacier Marinelli n'a cessé de reculer depuis les années 1960, et son recule continue encore actuellement.